# GM J
General Motors J или J-body — автомобильная платформа для компактных и среднеразмерных автомобилей, выпускавшаяся с 1981 по 2005 год американской корпорацией General Motors.

## Описание
Разработка платформы GM J началась в 1976 году. Изначально платформа J-car предназначалась только для брендов Chevrolet и Pontiac, однако вскоре к ним присоединились бренды Oldsmobile и Buick.
Выпуск платформы GM J был начат в 1981 году. Первым автомобилем на платформе J-car стал Buick Skyhawk.
Автомобили на платформе J-body продавались во всём мире. В Северной Америке, Европе, Австралии и Японии автомобили позиционировались, как компактные, а на рынках за пределами Северной Америки автомобили позиционировались, как среднеразмерные.
За пределами Северной Америки продажи автомобилей на платформе J-car были прекращены в конце 1980-х годов в пользу платформы Opel GM2900. Появление Saturn S-Series в Северной Америке привело к тому, что платформа J-body стала выпускаться брендами Chevrolet и Pontiac.
После нескольких крупных модернизаций платформа J выпускалась до начала XXI века; в июне 2005 года был выпущен последний экземпляр (Pontiac Sunfire). Представленная компанией Saturn в 2003 году платформа GM Delta относится к четвёртому поколению компактных автомобилей General Motors.
| Модель                | MSRP    |
| --------------------- | ------- |
| Chevrolet Cavalier CL | $8,137  |
| Pontiac J2000 LE      | $7,548  |
| Oldsmobile Firenza LX | $8,080  |
| Buick Skyhawk Limited | $7,931  |
| Cadillac Cimarron     | $12,181 |

## Модельный ряд
За 1981—2005 годы автомобили на платформе GM J продавались под 16 разными торговыми марками (пять из них — только под брендом Pontiac). В 1980-х годах каждое подразделение General Motors в Северной Америке (за исключением GMC) выпускало свою версию платформы J.
Более 5,8 миллиона оригинальных (до рестайлинга в 1995 году) автомобилей на платформе GM J были проданы в Северной Америке. За 1982—1997 годы было продано около 10 150 000 автомобилей на платформе GM J в одиннадцати странах на шести континентах.
| Название транспортного средства                                 | Годы производства                                                     | Типы кузовов |
| Северная Америка                                                | Северная Америка                                                      | Северная Америка |
| --------------------------------------------------------------- | --------------------------------------------------------------------- | --- |
| Buick Skyhawk                                                   | 1981—1989                                                             | 2-дв. седан 4-дв. седан 3-дв. хетчбэк 5-дв. универсал (1983—1988)                                                           |
| Cadillac Cimarron                                               | 1981—1988                                                             | 4-дв. седан |
| Chevrolet Cavalier                                              | 1981—2005                                                             | 2-дв. седан 2-дв. купе 2-дв. кабриолет 4-дв. седан 3-дв. хетчбэк 5-дв. универсал                                            |
| Oldsmobile Firenza                                              | 1981—1988                                                             | 2-дв. седан 4-дв. седан 3-дв. хетчбэк 5-дв. универсал (1983—1988)                                                           |
| Pontiac J2000 Pontiac 2000 Pontiac 2000 Sunbird Pontiac Sunbird | 1981—1982 (J2000) 1983 (2000) 1984 (2000 Sunbird) 1985—1994 (Sunbird) | 2-дв. седан 2-дв. купе 2-дв. кабриолет 4-дв. седан 3-дв. хетчбэк 5-дв. универсал                                            |
| Pontiac Sunfire                                                 | 1994—2005                                                             | 2-дв. купе 2-дв. кабриолет 4-дв. седан                                                                                      |
| Мировые рынки                                                   |                                                                       | |
| Chevrolet Monza                                                 | 1982—1996                                                             | 2-дв. седан 4-дв. седан 3-дв. хетчбэк                                                                                       |
| Holden Camira                                                   | 1982—1989                                                             | 4-дв. седан 5-дв. универсал                                                                                                 |
| Isuzu Aska                                                      | 1983—1989                                                             | 4-дв. седан |
| Opel Ascona C Vauxhall Cavalier Mark II                         | 1981—1988                                                             | Opel: 2-дв. седан 4-дв. седан 5-дв. хетчбэк Vauxhall: 2-дв. седан 2-дв. кабриолет 4-дв. седан 5-дв. хетчбэк 5-дв. универсал |
| Toyota Cavalier                                                 | 1995—2000                                                             | 2-дв. купе 4-дв. седан |